# Buków (Otmuchów)
Buków (deutsch Baucke, 1945–1947 polnisch Pałki) ist ein Ort in der Stadt- und Landgemeinde Otmuchów im Powiat Nyski der Woiwodschaft Opole in Polen.

## Geographie
Das Angerdorf Buków liegt im Südwesten der Region Oberschlesien, zehn Kilometer südöstlich von Otmuchów (Ottmachau), 13 Kilometer südwestlich von Nysa (Neisse) und 68 Kilometer südwestlich von Opole (Oppeln) am Weidenauer Wasser (polnisch Widna) und am Neisser Stausee. Durch den Ort verlief die stillgelegte Bahnlinie der vormaligen Neisser Kreisbahn.
Nachbarorte sind im Westen Wierzbno (Würben), im Nordosten Kwiatków (Blumenthal), im Süden Jodłów (Tannenberg) und im Südwesten Kałków (Kalkau).

## Geschichte

Kreuzerhöhungskirche

„Buecow“ wurde erstmals 1260 urkundlich erwähnt, als der Breslauer Bischof Thomas I. das Privileg zur Aussetzung des Dorfes erneuerte. Im Breslauer Zehntregister Liber fundationis episcopatus Vratislaviensis aus den Jahren 1295–1305 ist der Ort in der Schreibweise Bukow belegt. Für das Jahr 1375 ist die Ortsbezeichnung Buckaw überliefert. Es gehörte zur Kastellanei Ottmachau und gelangte mit dieser 1290 an das geistliche Fürstentum Neisse, das bis zur Säkularisation 1810 bestand.
Nach dem Ersten Schlesischen Krieg 1742 fiel Baucke mit dem größten Teil Schlesiens an Preußen. Nach der Neugliederung der Provinz Schlesien gehörte die Landgemeinde Baucke ab 1816 zum Landkreis Neisse, mit dem sie bis 1945 verbunden blieb. 1845 bestanden im Dorf eine katholische Schule, eine Försterei sowie 99 weitere Häuser. Im gleichen Jahr lebten in Baucke 638 Einwohner, allesamt einer evangelisch. 1855 waren es 622 Einwohner. 1865 bestanden im Ort 14 Bauern-, 19 Gärtner- und 25 Häuslerstellen. Pfarrort war Kalkau. 1874 wurde der Amtsbezirk Kalkau gebildet, dem die Landgemeinden Baucke, Brünschwitz, Kalkau, Peterwitz, Schwandorf und Würben sowie die gleichnamigen den Gutsbezirke eingegliedert wurden. 1885 wurden 550 Einwohner gezählt.
1929 wurde ein neues Schulgebäude und 1933 die katholische Kirche errichtet. 1933 betrug die Einwohnerzahl 526 und 1939 waren 505 Einwohner.
Als Folge des Zweiten Weltkriegs fiel Baucke 1945 mit dem größten Teil Schlesiens unter polnische Verwaltung. Nachfolgend wurde es zunächst in Pałki umbenannt und der Woiwodschaft Schlesien eingegliedert. Die deutsche Bevölkerung wurde, soweit sie nicht vorher geflohen war, weitgehend vertrieben. 1947 wurde der Ortsname in Buków geändert und 1950 der Woiwodschaft Opole eingegliedert. Seit 1999 gehört es zum Powiat Nyski. 2007 wurden 485 Einwohner gezählt.

## Sehenswürdigkeiten
- Die römisch-katholische Kirche zur Kreuzerhöhung (Kościół Podwyższenia Krzyża Świętego) wurde 1933 erbaut.[7]
- Kreuzsäule
- Steinerne Wegkapelle

## Vereine
- Fußballverein LZS Buków
- Freiwillige Feuerwehr OSP Buków